# Бершайд
Бершайд (нем. Berscheid) — община в Германии, в земле Рейнланд-Пфальц.
Входит в состав района Айфель-Битбург-Прюм. Подчиняется управлению Нойербург. Население составляет 60 человек (на 31 декабря 2010 года). Занимает площадь 7,49 км².